# 개혁주의 생명신학회
개혁주의 생명신학회(Society for Reformed Life Theology)는 2009년 11월 14일에 창립되어 개혁주의 신학의 본질을 회복하고 신앙의 생명력 있는 갱신을 위한 신학회로서
종교개혁으로 시작한 개혁주의 신학을 토대로 교회와 사회에서 생명을 살리는 신학의 본질을 회복하고자 ‘성경이 답’이라는 대명제 아래 한국교회의 현장의 문제를 성경에 비추어 해답을 찾고자 연구과 실천방안을 제시해온 학회이다. 학술진흥재단의 등재지『생명과 말씀』이 발행되고 있다. 2020년부터 회장은 백석대학교의 김상구 교수이다.

## 제 1대 임원 조직
- 대표고문: 장종현
- 고문: 고영민, 김기만, 김의원, 민경배, 양병희, 유만석(백석총회장), 이석헌, 정인찬, 하원, 한진수, 허광재,
- 자문위원: 오정현(사랑의교회), Bryan Chapell(Covenant Theological Seminary), W. Robert Godfrey(Westminster Seminary California), Peter A. Lillback(Westminster Theological Seminary), Richard Muller(Calvin Theological Seminary)

- 회장: 최갑종(백석대)
- 부회장: 김진섭(백석대), 이승구(합신대)
- 총무이사: 임원택(백석대)
- 협동총무이사: 용환규(백석대)
- 재무이사: 김윤태(백석대)
- 국제교류이사: 성종현(백석대)
- 섭외이사: 장동민(백석대)
- 발전이사: 장훈태(백석대)
- 학술정보이사: 유원열(백석예술대)
- 대외협력이사: 이찬규(백석예술대)
- 감사: 안명준(평택대), 장성식(백석대)

- 연구이사: 김창대(안양대), 문병호(총신대), 박정수(성결대), 박찬호(백석대), 오필환(백석대), 이상규(고신대), 이정숙(횃불 트리니티대), 이지애(이화여대), 전광식(고신대), 정창욱(총신대)
- 「생명과 말씀」편집이사: 박찬호, 오필환, 이정숙, 전광식, 정창욱[편집장]

Life and the Word Editor: 김창대